# Francisco González Swain
Francisco González Swain (Lagos de Moreno, Jalisco, 15 de noviembre de 1896 - Ciudad de México, 2 de mayo de 1992), fue un militar mexicano que participó en la Revolución mexicana. Fue miembro de la Legión de Honor.

## Carrera militar
Ingresó a la carrera de las armas en 1914 en la Revolución Constitucionalista con el grado de Sargento 2.º. Participa en el ataque y toma de la plaza de Jalpa, Zacatecas. En reconocimiento a sus acciones en el campo de batalla asciende a subteniente el 30 de agosto de 1914; y en enero de 1915 a Teniente. En ese mismo año, entre los meses de mayo a julio, participa en los Combates de la Trinidad y la toma de la plaza de León, Guanajuato, contra la División del Norte.
Entre abril y mayo de 1916 combate contra los villistas en la toma de Tlaltenango, Zacatecas, de agosto a octubre en la toma de San Miguel de Allende, Guanajuato, y en el ataque y toma del pueblo de Jalpan, Querétaro. En reconocimiento a su labor ingresa como alumno en la Academia de Estado Mayor en octubre de 1916, culminando su preparación en abril de 1918. Fue comisionado en el Estado Mayor de los generales: Francisco L. Urquizo, Cándido Aguilar y Jacinto B. Treviño.
En 1920 asciende a Capitán 1.º por su adhesión al Plan de Agua Prieta. Fue agregado militar en Río de Janeiro, Brasil en 1921. De febrero a junio de 1926 formó parte de la comisión de estudios y reformas de reglamentos y leyes militares, en este año obtiene el grado de Mayor. En julio del mismo año, fue nombrado director de la escuela de intendencia y administración en el Colegio Militar.
A partir de 1930 se desempeñó como instructor, jefe de curso, y profesor de diversas materias, durante su trayectoria en el Colegio Militar obtiene el grado de teniente coronel. En noviembre de 1941 se le concede el grado de coronel en 1946 y asciende a general brigadier el 1 de noviembre de 1958. El 1 de octubre de 1959 es asignado como comandante del centro de adiestramiento del Servicio Militar Nacional UNAM dependiente de la 1.ª zona militar. El 1 de septiembre de 1968 causa baja del activo y alta en situación de retiro como General de División (Período del 11 de enero de 1987 al 30 de junio de 1987).
Recibió las condecoraciones: Perseverancia de 5.ª, 4.ª, 3.ª, 2.ª y 1.ª clase, mérito docente y Cruz de guerra.